# Ишкашимцы
Ишкашими (самоназвание шькошми) — один из памирских народов.
Живут в Горно-Бадахшанской автономной области Таджикистана (в основном в кишлаках Рын и Сумчин в районе пгт Ишкашим в Ишкашимском районе ГБАО) и в Афганистане (на левобережье верховьев реки Пяндж в Афганском Бадахшане, в районе Санглича, где выделяются сангличцы, говорящие на сангличском языке (диалекте)).
Численность около 1500 человек.
Язык ишкашимский. Распространены также таджикский и русский, дари. Язык ишкашими относится к восточно-иранской ветви иранской группы индоевропейской языковой семьи.
Верующие — мусульмане-шииты (исмаилиты).